# Mercy Mercy Me (The Ecology)
Singles de Marvin Gaye
What's Going On Inner City Blues (Make Me Wanna Holler)
Pistes de What's Going On
God Is Love Right On
Mercy Mercy Me (The Ecology) est une chanson composée et interprétée par Marvin Gaye, parue sur l'album What's Going On le 21 mai 1971 et en single, en juin de la même année. 
Deuxième extrait, après la chanson What's Going On, de cet album-concept considéré comme un des plus grands de l’histoire de la musique populaire du XXe siècle (notamment classé au 6e rang de la liste des 500 plus grands albums de tous les temps par le magazine Rolling Stone) la chanson se classe N°1 aux États-Unis en août 1971 et dépasse le million d’exemplaires vendus. 
Mercy Mercy Me traite au tout début des années 1970 d’un problème très présent de nos jours : la dégradation de l’environnement, les agressions de l’homme envers la planète. Visionnaire, Marvin Gaye évoque l’air vicié, les radiations, la mer polluée et se demande en conclusion «What about this overcrowded land, how much more abuse from man can she stand ? (Qu’en est-il de cette terre surpeuplée, combien d’agressions de l’homme peut-elle encore supporter ?)». Au XXIe siècle, alors que le réchauffement climatique et ses conséquences préoccupent le monde entier, ces paroles ont une résonance particulière.
Ce poignant hymne écologique écrit et composé  par le seul Marvin Gaye est enregistré aux studios « Hitsville » quartiers généraux de Motown à Détroit Michigan, en mars 1971. Il chante et s’accompagne au piano, puis ajoute des pistes de Mellotron. La section de cordes est conduite par David Van De Pitte, la rythmique interprétée par les Funk Brothers, et le solo de saxophone ténor par Wild Bill Moore. Sur le 33 tours original, Mercy Mercy Me clôt la face A de l'album et rappelle le thème musical de la chanson-titre dans son final. 
La chanson a remporté un « Grammy Hall Of Fame » en 2002.

## Personnel
- Marvin Gaye – chant, chœurs, piano, Mellotron
- The Andantes – chœurs additionnels
- Wild Bill Moore – saxophone ténor solo
- David Van De Pitte – direction des cordes
- The Funk Brothers – guitares, basse, claviers, batterie, percussions, etc.

Elle a été reprise par de nombreux artistes, dont Robert Palmer, qui en fit de nouveau un hit en 1991, The Strokes, Todd Rundgren, Boyz II Men, Grover Washington, Jr., et fut interprétée deux fois sur scène lors du Live Earth le 7 juillet 2007 : à Londres par Corinne Bailey Rae et John Legend et au Giants Stadium de New Jersey par Alicia Keys. 